# Gran Premi d'Espanya del 1986
Resultats del Gran Premi d'Espanya de Fórmula 1 de la temporada 1986 disputat al Circuit de Xerès el 13 d'abril del 1986.

## Història
Aquest és, fins ara (mitjans la Temporada 2010) el segon final més ajustat de la història de la Fórmula 1, amb una diferència de només 14 mil·lèsimes entre el primer classificat (Senna) i el segon (Mansell).

## Classificació
| Pos | No | Pilot              | Equip                    | Voltes | Temps/ Retirada    | Pos. de sortida | Punts |
| --- | -- | ------------------ | ------------------------ | ------ | ------------------ | --------------- | ----- |
| 1   | 12 | Ayrton Senna       | Lotus - Renault          | 72     | 1h 48' 48. 2       | 1               | 9     |
| 2   | 5  | Nigel Mansell      | Williams - Honda         | 72     | + 0.014 s          | 3               | 6     |
| 3   | 1  | Alain Prost        | McLaren - TAG            | 72     | + 21.552 s         | 4               | 4     |
| 4   | 2  | Keke Rosberg       | McLaren - TAG            | 71     | + 1 Volta          | 5               | 3     |
| 5   | 19 | Teo Fabi           | Benetton - BMW           | 71     | + 1 Volta          | 9               | 2     |
| 6   | 20 | Gerhard Berger     | Benetton - BMW           | 71     | + 1 Volta          | 7               | 1     |
| 7   | 18 | Thierry Boutsen    | Arrows - BMW             | 68     | + 4 Voltes         | 19              |       |
| 8   | 16 | Patrick Tambay     | Lola - Hart              | 66     | + 6 Voltes         | 18              |       |
| Ret | 11 | Johnny Dumfries    | Lotus - Renault          | 52     | Caixa canvi        | 10              |       |
| Ret | 3  | Martin Brundle     | Tyrrell - Renault        | 41     | Motor              | 12              |       |
| Ret | 26 | Jacques Laffite    | Ligier - Renault         | 40     | Palier             | 8               |       |
| Ret | 17 | Marc Surer         | Arrows - BMW             | 39     | Probl. combustible | 22              |       |
| Ret | 6  | Nelson Piquet      | Williams - Honda         | 39     | Motor              | 2               |       |
| Ret | 8  | Elio de Angelis    | Brabham - BMW            | 29     | Caixa canvi        | 15              |       |
| Ret | 25 | René Arnoux        | Ligier - Renault         | 29     | Palier             | 6               |       |
| Ret | 27 | Michele Alboreto   | Ferrari                  | 22     | Rodes              | 13              |       |
| Ret | 4  | Philippe Streiff   | Tyrrell - Renault        | 22     | Motor              | 20              |       |
| Ret | 22 | Christian Danner   | Osella - Alfa Romeo      | 14     | Motor              | 23              |       |
| Ret | 28 | Stefan Johansson   | Ferrari                  | 11     | Frens              | 11              |       |
| Ret | 21 | Piercarlo Ghinzani | Osella - Alfa Romeo      | 10     | Motor              | 21              |       |
| Ret | 7  | Riccardo Patrese   | Brabham - BMW            | 8      | Caixa canvi        | 14              |       |
| Ret | 23 | Andrea de Cesaris  | Minardi - Motori Moderni | 1      | Diferencial        | 24              |       |
| Ret | 14 | Jonathan Palmer    | Zakspeed                 | 0      | Col·lisió          | 16              |       |
| Ret | 15 | Alan Jones         | Lola - Hart              | 0      | Col·lisió          | 17              |       |
| Ret | 24 | Alessandro Nannini | Minardi - Motori Moderni | 0      | Diferencial        | 25              |       |

## Altres
- Pole: Ayrton Senna 1' 21. 605

- Volta ràpida: Nigel Mansell 1' 27. 176 (a la volta 65)